# Liste der Ehrenbürger der Universität Salzburg
Die Liste der Ehrenbürger der Universität Salzburg listet alle Personen auf, die von der Universität Salzburg die Würde eines akademischen Ehrenbürgers verliehen bekommen haben, chronologisch sortiert nach dem Jahr der Verleihung.

## Ehrenbürger
- 1970: Anton Bohdal, Friedrich Gehmacher
- 1972: Sepp Domandl, Kiener Heinrich, Richard Kwizda, Eduard Schöpfer, Arthur Weilinger
- 1975: Johannes Broermann
- 1976: Walter Aichinger, Hans Kohlruss, Josef Schäferle
- 1977: Karl Gatterbauer, Wilhelm Slattenschek
- 1980: Alois Enner
- 1983: Helene Höttl
- 1984: Karl Nowotny
- 1986: Hans Heger, Johann Wesjak
- 1988: Alice D’Andrea-Schneidinger, Franz Josef Martin Plantz, Elisabeth Müller, Peter Wagner
- 1992: Hans Christian Richter
- 1995: Axel Wagner
- 1996: Max Gramiller, Walther Carl Maria Simon, Herbert Walterskirchen
- 1997: Heinrich Salfenauer
- 2000: Alfons Schneider
- 2002: Josef Koller
- 2008: Gerhard Heinrich
- 2010: Wolfgang Pöhl